# Liste lettischer Exonyme für deutsche Toponyme
In dieser Liste werden Orten im deutschen Sprachraum (Städte, Flüsse, Inseln etc.) die Bezeichnungen gegenübergestellt, die im Lettischen üblich sind. 

## A
- Āhene: Aachen

## B
- Bāzele: Basel
- Berlīne: Berlin
- Berne: Bern
- Bohuma: Bochum
- Bonna: Bonn
- Brēmene: Bremen

## C
- Cīrihe: Zürich

## D
- Desava: Dessau
- Dīsburga: Duisburg
- Diseldorfa: Düsseldorf
- Dortmunde: Dortmund
- Drēzdene: Dresden

## E
- Esene: Essen

## F
- Frankfurte pie Mainas: Frankfurt am Main
- Flensburga: Flensburg

## G
- Gelsenkirhene: Gelsenkirchen
- Grāca: Graz

## H
- Hamburga: Hamburg
- Hannovere: Hannover

## I
- Insbruka: Innsbruck

## K
- Karlsrūe: Karlsruhe
- Ķīle: Kiel
- Ķelne: Köln
- Klāgenfurta: Klagenfurt

## L
- Leipciga: Leipzig
- Linca: Linz
- Luksemburga: Luxemburg

## M
- Mainca: Mainz
- Manheima: Mannheim
- Menhengladbaha: Mönchengladbach
- Minhene: München
- Minstere: Münster

## N
- Nirnberga: Nürnberg

## S
- Štutgarte: Stuttgart

## V
- Veclāra: Wetzlar
- Veimāra: Weimar
- Vīne: Wien
- Vīsbādene: Wiesbaden

## Z
- Zalcburga: Salzburg